# NGC 1645
NGC 1645 je galaksija u zviježđu Eridanu.

## Vanjske poveznice
- SEDS: NGC 1645